# Klasyfikacja AERC
Kategorie klasyfikacji gatunków ptaków obserwowanych na danym obszarze według AERC: 
- A – gatunki obserwowane w stanie dzikim przynajmniej raz od 1 stycznia 1951 (tzw. pojaw naturalny);
- B – gatunki obserwowane w stanie dzikim w latach 1801–1950 (tzw. pojaw naturalny, status dawny);
- C – gatunki introdukowane przez człowieka rozmyślnie bądź przypadkowo, które utworzyły samodzielnie utrzymujące się populacje (tzw. pojaw wtórnie naturalny);
- D – gatunki, co do których istnieją wątpliwości, czy kiedykolwiek pojawiały się w sposób naturalny (tzw. pochodzenie niepewne);
- E – gatunki pochodzące z niewoli, a także zawleczone lub introdukowane, które nie utworzyły samodzielnie utrzymujących się populacji (tzw. pojaw nienaturalny).

Awifaunę danego obszaru stanowią ptaki z kategorii A, B i C.